# سیارک ۴۶۶۶۹
سیارک ۴۶۶۶۹ (به انگلیسی: 46669 Wangyongzhi، نامگذاری:1996LK) چهل و شش هزار و ششصد و شصت و نهمین سیارک کشف شده‌است که در ۶ ژوئن ۱۹۹۶ کشف شد.